# 大島新田川
大島新田川（おおしましんでんがわ）は、埼玉県幸手市・北葛飾郡杉戸町を流れる河川である。

## 概要
起点付近にかつて存在していた、安戸沼ないし倉松沼と称される沼沢地にて新田開発を行った際、大島新田の中央部からの排水路として整備された水路である。このため、現在の大島新田調整池を造成する前は西から東へほぼ直線的な流路を持ち、安戸落悪水路方面へ流下していた。今日の大島新田調整池造成後は倉松川の氾濫時に調整池への導水路として整備し直されたため、北葛飾郡杉戸町大字本島側（流出側）で南に向かい流出するように流路が改められた。また、現在では導水路として利用されているため、平常時には水は流下していない。大島新田川という名称は流域の大島新田にちなんだものである。なお、大島新田調整池造成以前は「中水道」と称されていた。
倉松川との分流地点が大島新田川の起点となる。全流路を通じほぼ市街地を流下する区間はなく、流域は主に水田などの農地および調節池となっている。流末は再び倉松川へと至り終点となる。流路の詳細に関しては下記の流路節を参照されたい。

## 流路
- 起点：倉松川分流地点（幸手市大字戸島）
- 幸手市大字戸島の西部にて倉松川との分流地点が起点となり、大字戸島の南部を東へ流下する。
- 大字戸島（北側）と北葛飾郡杉戸町大字本島（南側）の境界を南東へ流下し、大島新田調整池の西側の調整池（幸手市大字戸島）に流入する。
- 暗渠にて東側の調整池（北葛飾郡杉戸町大字本島）に接続する。
- 東側の調整池の南東側より流出し、北葛飾郡杉戸町大字本島の中南部を南へ向かい流下する。
- 大字本島（北側）と大字倉松（南側）の境界にて西より流下してくる倉松川へと至り、合流・終点となる。
- 終点：倉松川

## 橋梁
- 新上戸橋
- 新稲荷橋
- 稲荷橋（埼玉県道26号境杉戸線）
- 天神道橋
- 中水尾橋

## 周辺の施設
- 大島新田調整池
- 倉松公園